# Черняев, Владимир Николаевич
Владимир Николаевич Черняев  (род. 21 августа 1958, Алма-Ата) — советский и казахстанский прыгун с трамплина. МСМК СССР, шестикратный чемпион СССР, чемпион СКДА 1982 года, чемпион Кубка СССР, многократный победитель и призёр международных соревнований.

## Биография

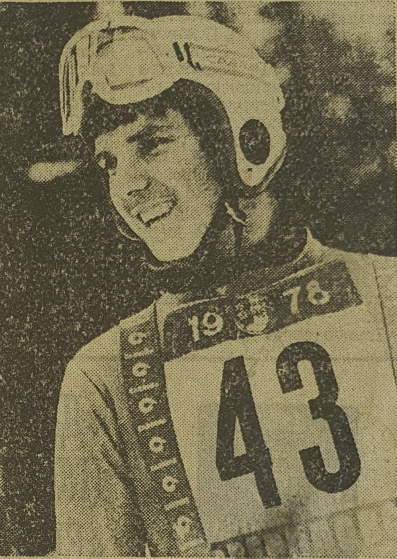
1978 г.

Семья Черняевых жила в небольшом домике на окраине Алма-Аты и из окон был виден силуэт трамплина, на котором целыми днями пропадали братья — Владимир и Анатолий. И не удивительно, что стали они прыгунами.
Поначалу Владимира Черняева привлекло двоеборье — он любил и прыгать, и бегать на лыжах (даже тренеры сборной команды страны по двоеборью уговаривали его перейти «под их знамена»). Но мало-помалу полеты на лыжах стали его главным увлечением.
Владимир рос в то время, когда казахстанские прыгуны с трамплина начали выходить на всесоюзную арену. Первым наставником братьев Черняевых стал Геннадий Усков.
Сезон IV зимней Спартакиады принес братьям Черняевым и их тренеру первые большие успехи. На 70-метровом трамплине в Нижнем Тагиле Владимир занял третье место, а Анатолий (он на два года моложе) был вторым среди юниоров. А несколько дней спустя грянула главная сенсация финалов Спартакиады — мало кому известный двадцатилетний прыгун из Алма-Аты совершил на 90-метровом трамплине самый дальний полет — на 116 метров, победив всех именитых соперников.
Тренер Г. Усков вспоминал, как Володя годом раньше упал на красноярском трамплине, сильно разбился, но не испугался и не разочаровался в избранном виде спорта. Рассказывал о том, что его подопечный — страстный мотогонщик, любит музыку, а тренироваться готов без устали.

## Спортивная карьера
1980 год
Всесоюзные соревнования «Кубок Урала» 1980 год
14 декабря — в Нижнем Тагиле на 90-метровом трамплине проходят первые всесоюзные соревнования сезона «Летающих Лыжников». Турнир проходил в сложных погодных условиях на самом мощном трамплине Урала — горе Долгой. На этом этапе лидирует Владимир Черняев.
1.В.Черняев (Алма-Ата, ВС) — 105,5 и 101 м — 229,7 балла
2.А.Боровитин (Горький, «Динамо») — 103 и 101 м — 227,7
3.А Пушкарев (Лениногорск, Татарская АССР, «Спартак») — 103 и 96 м — 215,2
1982 год
Зимняя Спартакиада Дружественных Армий 1982 год
Боровец (Болгария) — в феврале на высокогорном лыжном курорте в Болгарии проходит очередная Спартакиада Дружественных Армий (СКДА). В соревнованиях принимали участие армейские спортсмены стран социалистического лагеря и развивающихся государств.
Прыжки на лыжах с трамплина на высоте 1350 м.
1. Владимир Черняев (Алма-Ата, ВС)
2. Йохан Даннеберг (ГДР)
3. Хенри Гласс (ГДР)
V Зимняя Спартакиада народов СССР 1982, Красноярск — 8 марта. 
Прыжки с 70-метрового трамплина.
Черняев Владимир — занимает 3 место (бронзовая медаль) с результатом — 239.2
Горький. 19 декабря. Кубок СССР по прыжкам на лыжах с 90-метрового трамплина.
На местном Большом трамплине в Горьком были проведены третий и четвёртый этапы розыгрыша Кубка СССР по прыжкам с трамплина.
В обоих стартах отличился опытный алмаатинец В.Черняев. Особенно весомым было его преимущество в первый день соревнований.
19 декабря — 1-й день соревнований.
1.	В. Черняев (ВС) — 249,1 очка, (106 м и 106,5 м)
2.	А. Вервейкин («Енбек») — 227,3 (100,5 и 102,5)
3.	В. Каретников («Буревестник» — «Урожай») −223,6 (97 и 103,0)
20 декабря — 2-й день соревнований.
1. В. Черняев (ВС) — 187,6 (74 и 101,0)
2. А. Таранов («Трудовые Резервы») — 182,6 (72,5 и 100,0)
3. С. Курбатов (ВС) — 181,0 (78 и 95,5)
После окончаний соревнований старший тренер сборной Г. Напалков назвал состав команды, отправляющейся в новогоднее австро-немецкое турне: В. Черняев, А. Таранов и А. Вервейкин (все — Алма-Ата), В. Каретников и С. Мухин (оба Горький), С. Курбатов (Ленинград).